# Fluorid cínatý
Fluorid cínatý je anorganická sloučenina s chemickým vzorcem SnF2. Jedná se o bezbarvou pevnou látku, která se používá jako složka zubních past.

## Benefity pro zdraví ústní dutiny
Fluorid cínatý byl zaveden jako alternativa k fluoridu sodnému pro prevenci zubních kazů. Za tímto účelem fluorid cínatý představil Joseph Muhler a William Nebergall. Za tuto inovaci byly uvedeni do National Inventors Hall of Fame v roce 2019.
Fluoridový anion ve fluoridu cínatém pomáhá přeměnit minerál apatit v zubech na fluorapatit, díky kterému je zubní sklovina odolnější vůči kyselým útokům bakterií. Vápník přítomný v plaku a slinách reaguje s fluorem za vzniku fluoridu vápenatého na povrchu zubu, který se v průběhu času rozpustí a umožní interakci fluoridových iontů se zubem a vytvoření fluorapatitu. Tato chemická reakce inhibuje demineralizaci a může podporovat remineralizaci zubního kazu. Výsledný fluorapatit je méně rozpustný a odolnější vůči kyselinám a zubnímu kazu.
I cínatý kation má benefity pro zdraví ústní dutiny, když je obsažen v zubní pastě. Při podobné koncentraci fluoridových iontů se ukázalo, že zubní pasty obsahující fluorid cínatý jsou účinnější než zubní pasty s fluoridem sodným pro snížení výskytu zubního kazu a zubní eroze, stejně jako i snížení výskytu zánětu dásní. Zubní pasty s fluoridem cínatým byly také účinnější při odstraňování skvrn na zubech. Systematická studie odhalila, že zubní pasty obsahující stabilizovaný fluorid cínatý mají pozitivní vliv na redukci zubního plaku, zánětu dásní a skvrn, ve srovnání s jinými zubními pastami výrazně snižují výskyt zubního kamene a zápachu z úst. Specifické složení zubních past se stabilizovaným fluoridem cínatým prokázalo lepší ochranu před zubní erozí a přecitlivělostí zubů ve srovnání s jinými zubními pastami obsahujícími fluorid a nebo bez fluoridu.

## Příprava
Fluorid cínatý lze připravit odpařením roztoku oxidu cínatého ve 40% kyselině fluorovodíkové:
SnO + 2 HF → SnF2 + H2O

## Vodný roztok
Fluorid cínatý je ve vodě snadno rozpustný, přičemž se hydrolyzuje. Při nižších koncentracích tvoří formy jako SnOH+, Sn(OH)2 a Sn(OH)3−. Při vyšších koncentracích vznikají převážně vícejaderné sloučeniny, například Sn2(OH)22+ and Sn3(OH)42+. Vodné roztoky se snadno oxidují za vzniku nerozpustných sraženin SnIV, které jsou jako zubní profylaktika neúčinné. Studie oxidace pomocí Mössbauerovy spektroskopie na zmrazených vzorcích naznačují, že oxidujícím prvkem je kyslík.

## Lewisova kyselost
Fluorid cínatý působí jako Lewisova kyselina. Například s trimethylaminem tvoří v poměr 1:1 komplex (CH3)3NSnF2 a v poměru 2:1 komplex [(CH3)3N]2SnF2. A v poměru 1:1 tvoří s dimethylsulfoxidem komplex (CH3)2SO·SnF2.
V roztocích obsahujících fluoridový anion F−, tvoří fluorid cínatý fluoridové komplexy SnF3−, Sn2F5−, and SnF2(OH2). Krystalizací z vodného roztoku obsahujícího fluorid sodný s fluoridem cínatým vznikají sloučeniny s vícejáderne komplexy, jako například NaSn2F5 nebo Na4Sn3F10 v závislosti na reakčních podmínkách spíše než NaSnF3. Sloučeninu NaSnF3, která obsahuje anion SnF -
3 , lze připravit z vodného roztoku pyridinu. Jiné sloučeniny s tímto aniontem jsou také známé, jako například Ca(SnF3)2.

## Redukční schopnosti
Fluorid cínatý je redukční činidlo se standardním redoxním potenciálem Eo (SnIV/ SnII) = +0.15 V. Roztoky v kyselině fluorovodíkové se snadno oxidují řadou oxidačních činidel (kyslík, oxid siřičitý nebo fluor) za vzniku sloučeniny Sn3F8 (obsahující cín v oxidačních číslech +2 a +4 a žádné vazby Sn–Sn).

## Struktura
Monoklonická forma se skládá z tetramerů Sn4F8, kde existují dvě odlišné koordinace atomů cínu. V každém případě jsou 3 nejbližší sousední atomy s atomem cínu na vrcholu trigonální pyramidy se stericky aktivním osamoceným párem elektronů. Dalšími formy mají strukturu fluoridu germanatého a paratelluritu.

## Molekulární fluorid cínatý
V plynné fázi fluorid cínatý tvoří monomery, dimery a trimery. Monomerní fluorid cínatý je lomenou molekulou s délkou vazby Sn−F 206 pm. Byly popsány komplexy fluoridu cínatého s alkynem a aromatickým ligandem v argonové matrici při 12 K.

## Bezpečnost
Při vdechnutí nebo při kontaktu s očima může fluorid cínatý způsobit zarudnutí a podráždění. Při požití může způsobit bolesti břicha a šok. Vzácně se objevují závažné alergické reakce, mezi jejíž příznaky zahrnují svědění, otoky a potíže s dýcháním. Některá složení fluoridu cínatého v dentálních přípravcích mohou způsobit mírné zabarvení zubů, které není trvalé a lze jej odstranit čištěním zubů nebo mu lze předejít používáním zubní pasty se stabilizovaným fluoridem cínatým.